# Anthrenus seideli
Anthrenus seideli – gatunek chrząszcza z rodziny skórnikowatych i podrodziny Megatominae.
Gatunek ten opisany został po raz pierwszy w 2021 roku przez Jiříego Hávę na łamach czasopisma „Folia Heyrovskyana”. Jako lokalizację typową wskazano farmę Abechaus w Otjivarongo na terenie Namibii. Epitet gatunkowy nadano na cześć koleopterologa Matthiasa Seidela.
Chrząszcz o szeroko-owalnym w zarysie ciele długości od 1,9 do 2,1 mm i szerokości od 1,4 do 1,6 mm. Głowa jest ciemnobrązowa, pokryta przemieszanymi łuskami białymi i żółtymi z łuskami brązowymi przy przyoczku i na głaszczkach wargowych. Jedenastoczłonowe czułki mają trójczłonową, podługowato owalną buławkę; do członu ósmego włącznie są brązowe, a dalej ciemnobrązowe. Duże oczy mają wykrojone krawędzie wewnętrzne. Bardzo ciemno brązowe przedplecze porośnięte jest przemieszanymi łuskami białymi i żółtymi z wyjątkiem dysku i dwóch małych kropek po bokach, które porastają łuski brązowe. Pokrywy również są bardzo ciemno brązowe, porośnięte przemieszanymi łuskami białymi i żółtymi oraz tworzącymi kropki łuskami brązowymi. Na bardzo krótkich epipleurach występują łuski białe. Spód ciała zdominowany jest przez łuski białe, aczkolwiek na spodzie odwłoka udział łusek brązowych tworzy kropki po bokach. Dołki do chowania czułków są szerokie i zamknięte. Na czarnych odnóżach wyrastają nieliczne, krótkie, czarne szczecinki.
Owad afrotropikalny, znany tylko z lokalizacji typowej w Namibii.